# چاودارحصار
چاودارحصار (به ترکی استانبولی: Çavdarhisar) یک منطقهٔ مسکونی در ترکیه است که در استان کوتاهیه واقع شده‌است. چاودارحصار ۱٬۰۱۷ متر بالاتر از سطح دریا واقع شده‌است.